# Edo (popolo)

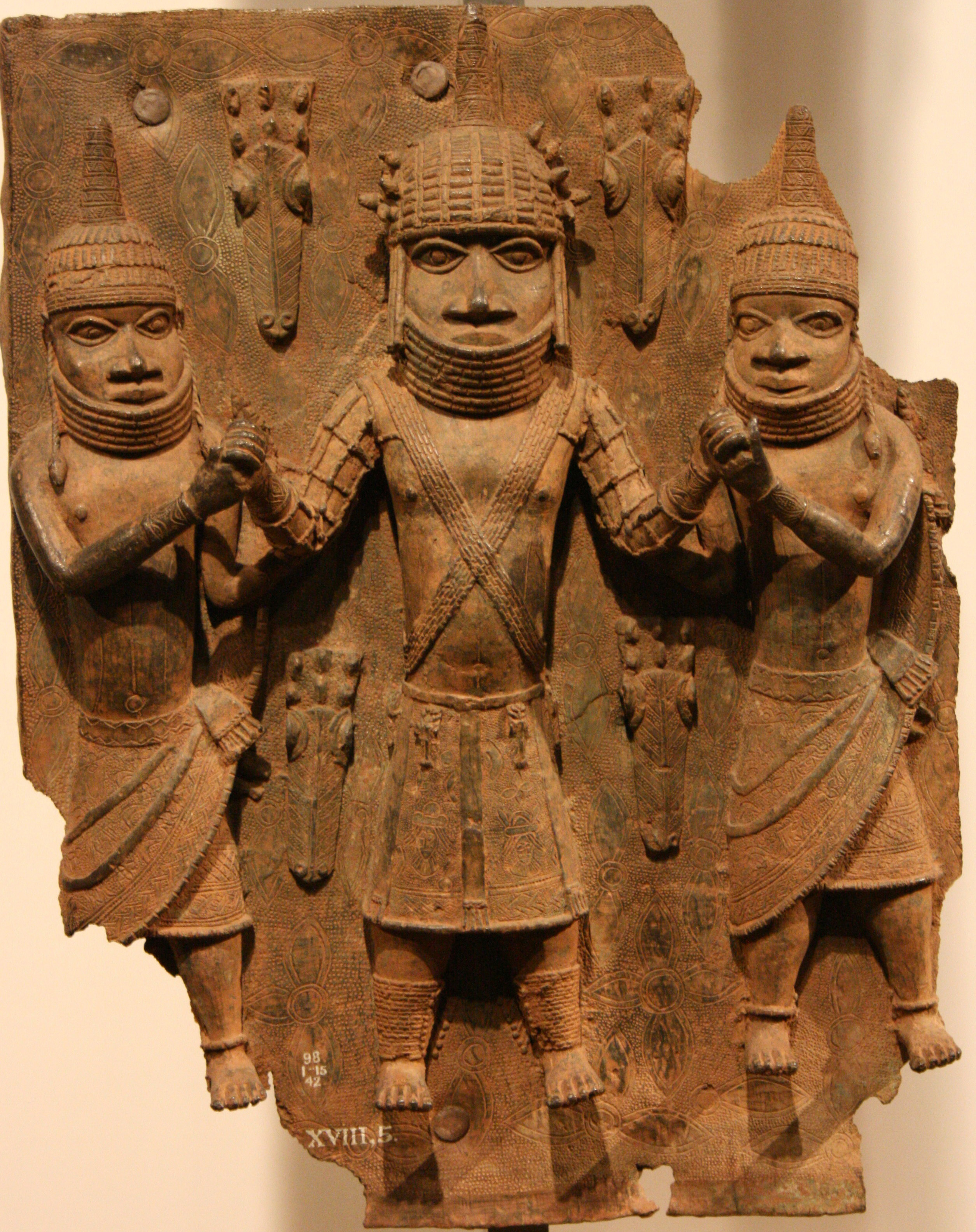
Un caratteristico Bronzo del Benin conservato al British Museum di Londra raffigurante un Oba con due soldati

Edo è il popolo che vive nell'omonimo stato Edo che fa parte della repubblica federale della Nigeria. I suoi antenati furono i fondatori, nel XII secolo, dell'antico Regno del Benin, che è chiamato anche Regno di Edo. Viene chiamato anche popolo Benin o Bini.

## Storia

### Antichità e dinastia Ogiso
Le sue origini si tramandarono nella tradizione orale e sono raccontate anche nelle leggende dei popoli vicini, come gli Yoruba. Secondo questi racconti, la cui interpretazione storiografica resta controversa, gli antenati degli Edo diedero vita ad una civilizzazione nell'attuale Nigeria in una data compresa tra i 6.000 e i 9.000 anni fa. Attorno al 400 a.C. fu fondata Igodomigodo che nell'VIII secolo diventò la capitale del regno dei sovrani della dinastia Ogiso (re del cielo). La dinastia si sarebbe estinta con la fuga del figlio dell'ultimo Ogiso, che avrebbe abbandonato il regno per trasferirsi nella regione Yoruba di Ife, divenendo il sovrano di quel popolo. Questa ipotesi è contestata dagli Yoruba che attribuiscono al loro sovrano un'altra provenienza. È in questo periodo che la storia degli Edo si intreccia con quella dei vicini Yoruba.

### Medio evo e dinastia Oba

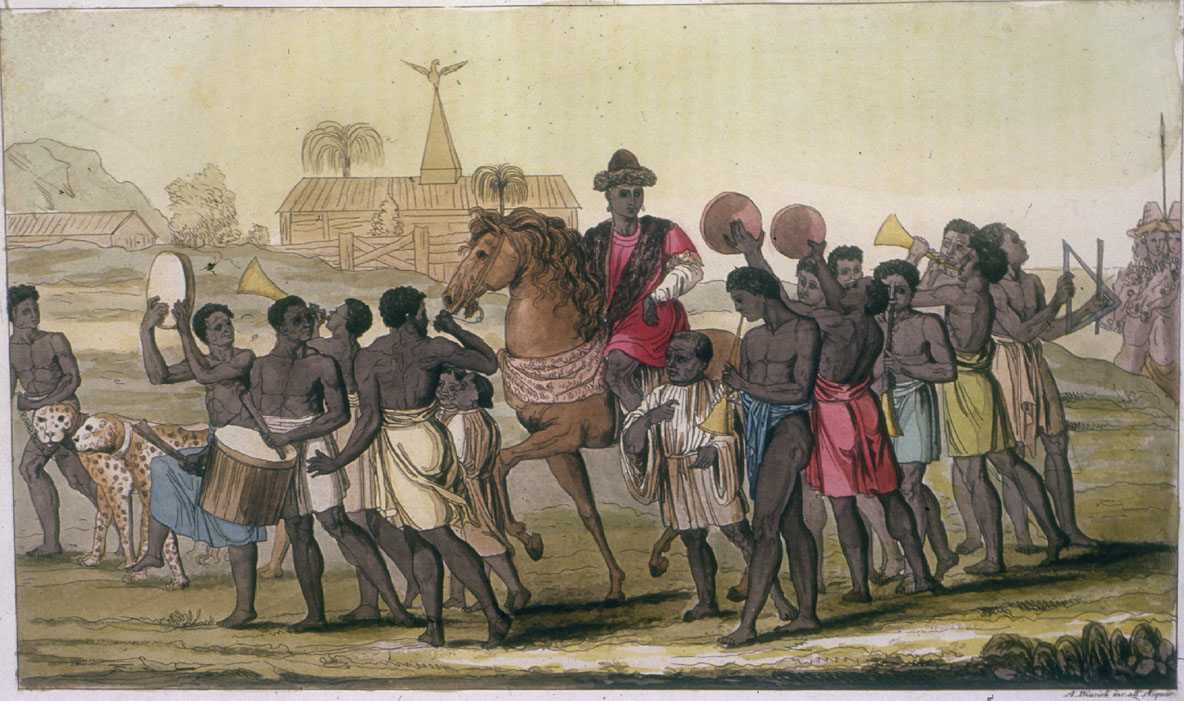
Un oba di Edo in processione con i suoi sudditi, stampa sul libro "IL Costume Antico & Moderno..."di G.Ferrario, vol.2, parte 1

Alla morte dell'ultimo ogiso Owodo(circa nel 1091) seguì un periodo di transizione in cui il regno fu governato da reggenti. La capitale cambiò il nome e fu chiamata Ile-Ibinu. Dopo alcuni anni di interregno fu finalmente acclamato re il bisnipote dell'ogiso, e nipote del re di Yoruba, che salì al trono con il nome di oba Ekewa I nel 1180. Istituì la figura dell'oba, contemporaneamente sovrano e capo religioso, e cambiò il nome della dinastia Ogiso in dinastia Oba, che ancora oggi guida il popolo Edo, di cui fu il capostipite. In seguito il nome della città fu cambiato in Ubinu. Tale nome fu poi storpiato in Bini dai popoli vicini e in Benin dai primi portoghesi che arrivarono nella zona nel XV secolo. Attorno al 1470 oba Ewuare il Grande cambiò il nome dello stato e della capitale in Edo. Il suo regno e quello dei suoi successori fu caratterizzato da diverse guerre vittoriose e dalla riorganizzazione dello stato. Fu questo il periodo del massimo splendore del regno che comprendeva la quasi totalità delle odierne Nigeria, Benin, Togo e Ghana. Furono intrapresi scambi commerciali con gli europei, in particolare con i portoghesi ed i britannici, ciò portò ad un arricchimento e all'ammodernamento del regno. In questo periodo fu introdotto il cattolicesimo e furono inviati i primi missionari. I viaggiatori europei che arrivarono a Edo si stupirono della ricchezza che trovarono e della efficienza dell'amministrazione statale. Nei secoli successivi il regno si arricchì ulteriormente con la tratta degli schiavi che dall'Africa vennero portati nelle Americhe e in Europa. 

### Dal periodo coloniale ad oggi
Il declino cominciò nel XVIII secolo, nel 1852 divenne un protettorato britannico e, nel 1914, fu colonizzato dai britannici che lo smembrarono. Dal 1960, quando questi concessero l'indipendenza, Edo fa parte del nuovo stato della Nigeria. Nel 1963 fu inglobato nella divisione amministrativa chiamata Territori Centro-Occidentali. Dal 1976 tale divisione prese il nome Stato di Bendel. Finalmente nel 1991 Bendel fu suddiviso in due stati autonomi: Edo e Delta e da allora Edo conserva questo status e gli attuali confini. L'attuale stato conta circa 4.000.000 di abitanti e misura 17.802 km². La capitale è Benin City, che si chiamava Edo e diede il nome al regno ed al popolo. Data la varietà di gruppi etnici presenti nello stato di Edo, non tutti parlano la lingua edo, ma sono invece molti che parlano l'edo, o 32 lingue similari chiamate edoidi, negli stati vicini. Si stima che il solo Edo sia parlato da circa 5.000.000 di persone.